# Гінзбург Семен Захарович
Семен Захарович Гінзбург (нар. 4 листопада 1897, місто Мінськ — 15 травня 1993, місто Москва) — радянський державний діяч. Член ЦВК СРСР 7-го скликання, депутат Верховної Ради СРСР 1—2-го скликань. Член Центральної контрольної комісії ВКП(б) (1930—1934).

## Біографія
Народився 23 жовтня (4 листопада) 1897 року в родині службовця лісової контори в Мінську.
- 1915—1917 — учень реального училища, Пенза. У 1917 році закінчив приватне єврейське реальне училище Хайкіна в Мінську. Член РСДРП(б) з березня 1917 року.
- 1917—1918 — секретар Жиздринської ради робітничих і солдатських депутатів, Калузька губернія.
- 1918 — завідувач інформаційним відділом Московського губвиконкому.
- 1918—1919 — завідувач обліково-розподільного відділу політичного відділу 8-ї армії РСЧА.
- 1919—1921 — військовий комісар Військово-господарської академії.
- 1921—1927 — студент Московського вищого технічного училища; одночасно під час літніх канікул працював техніком на будівництві ВСГВ, Центрального аеродрому на Ходинці, залізобетонних ангарів в Очакові та Миколаєві. У 1927 р. закінчив інженерно-будівельний факультет Московського вищого технічного училища. Доцент, академік РААБН.
- 1926—1930 — помічник інженера на будівництві центрального телеграфу, Москва. Одночасно в 1927—1932 роках —  доцент кафедри залізобетонних конструкцій Московського вищого технічного училища.
- 1930—1932 — керівник групи з будівництва Народного комісаріату робітничо-селянської інспекції СРСР.
- листопад 1932— вересні 1937 — начальник Головного управління будівельної промисловості і промисловості будівельних матеріалів (Головбудпрому) Народного комісаріату важкої промисловості СРСР.
- вересень 1937— березень 1938 — заступник народного комісара важкої промисловості СРСР.
- березень 1938— травень 1939 — голова Комітету у справах будівництва при Раді народних комісарів СРСР. 19 жовтня 1938 року був виключений із ВКП(б), але 17 лютого 1939 — поновлений в членах партії.
- 16 червня 1939— 19 січня 1946 — народний комісар у справах будівництва СРСР.
- 19 січня 1946— 14 червня 1947 — народний комісар (міністр) будівництва військових та військово-морських підприємств СРСР.
- 11 березня 1947— 29 травня 1950 — міністр промисловості будівельних матеріалів СРСР.
- 28 червня 1950— березень 1951 — заступник міністра будівництва підприємств машинобудування СРСР.
- березень 1951— березень 1953 — 1-й заступник міністра нафтової промисловості СРСР.
- березень 1953— лютий 1955 — заступник міністра нафтової промисловості СРСР.
- лютий 1955— вересень 1957 — 1-й заступник міністра будівництва підприємств нафтової промисловості СРСР.
- вересень 1957— серпень 1963 — заступник голови Державного комітету РМ СРСР у справах будівництва (Держбуду СРСР).
- серпень 1963— липень 1970 — голова правління Будбанку СРСР.
- З липня 1970 року — персональний пенсіонер союзного значення в Москві.

Помер у Москві 15 травня 1993 року. Похований на Новодівочому цвинтарі.

## Нагороди
- п'ять орденів Леніна (3.11.1947,)
- Орден Жовтневої Революції
- Два ордена Трудового Червоного Прапора
- Орден Дружби народів.